# Rick J. Jordan

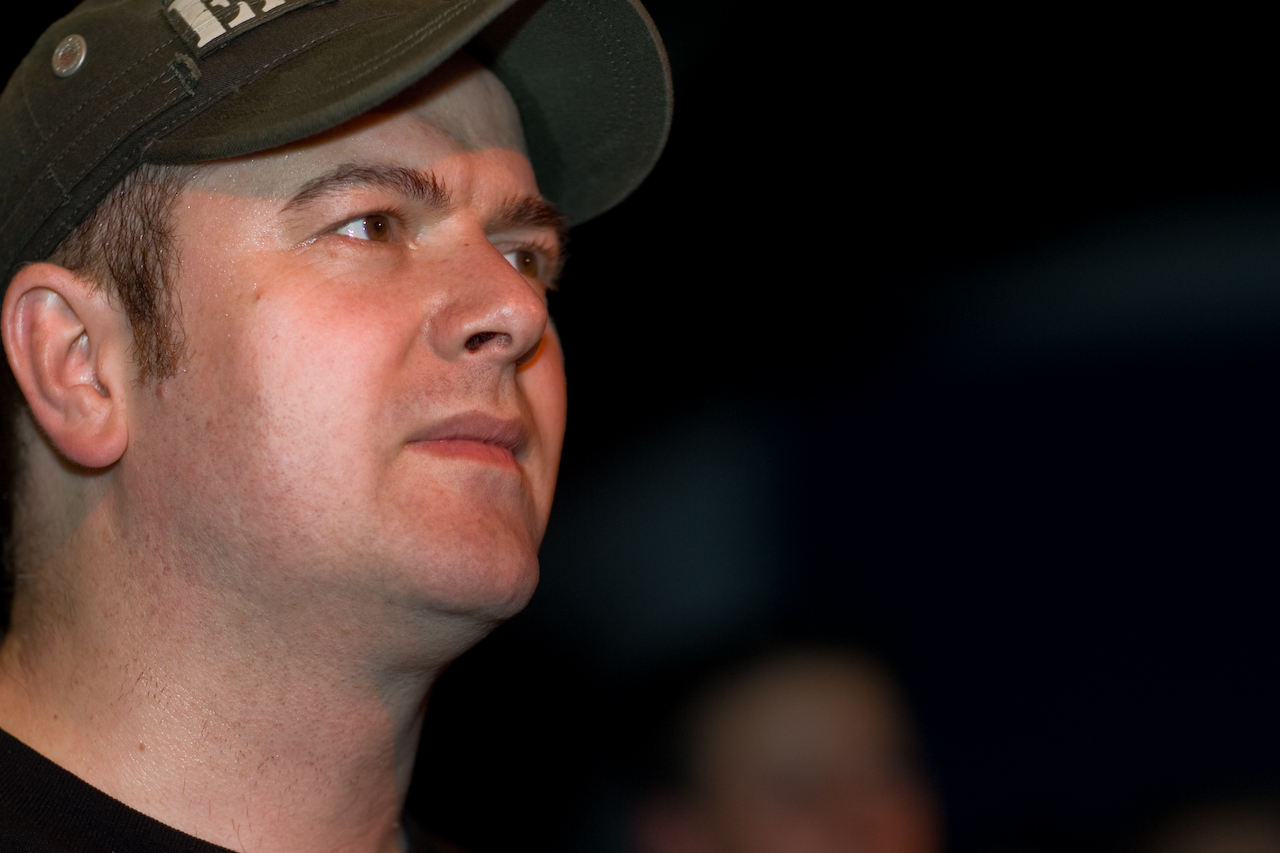
Rick J. Jordan

Rick J. Jordan, właściwie Hendrik Stedler (ur. 1 stycznia 1968 w Hannoverze) – niemiecki muzyk, były członek grupy rave, dance i happy hardcore – Scooter.
W wieku pięciu lat uczył się grać na keyboardzie, skończył szkołę w której uczył się miksowania. Z zawodu jest elektrykiem, jego matka była fryzjerką. W 1987 razem z H.P. Baxxterem założył formację Celebrate the Nun po rozpadzie grupy, znowu z H.P i Ferrisem Buellerem (kuzynem H.P) założył nowy zespół – Scooter. Jest twórcą wszystkich melodii oraz efektów muzycznych w zespole Scooter. Był także liderem zespołu, często odpowiadał także za przygotowywanie instrumentów klawiszowych i keyboardów przy pracy z zespołem od spraw rozstawienia sprzętu muzycznego. 
Aktualnie żyje w Hamburgu. Rick poślubił Nikk, która występuje na niektórych scenach teledysku Jigga Jigga! Jego pseudonim to Heavy Horse. 21 sierpnia 2007 roku urodziła mu się córka Keira.
W styczniu 2014 Rick J. Jordan oficjalnie ogłosił odejście od zespołu, dał także pożegnalny koncert z zespołem. Jak wspomina powodem jego odejścia są jego osobiste projekty muzyczne, których jak dotąd nie zdradza oraz poświęcenie większej ilości czasu dla przyjaciół i rodziny.